# Bionic Commando Rearmed
Bionic Commando Rearmed (appelé Bionic Commando: The Resurrection of Master D au Japon) est le remake du premier Bionic Commando sorti sur NES en 1988, avec des graphismes en 3D remis au goût du jour. Il est disponible en téléchargement sur le PlayStation Network, le Xbox Live Arcade et sur PC depuis le 15 août 2008.

## Accueil
- Jeuxvideo.com : 15/20[1]